# Luciano Biasutti
Luciano Biasutti (Udine, 28 gennaio 1933) è un trombettista e flicornista jazz italiano.

## Biografia
Inizia lo studio della tromba a 15 anni, frequentando il Liceo musicale di Udine; nei primi anni '50 ha le prime esperienze come musicista jazz, suonando con alcuni musicisti americani della base di Aviano.
Intraprende poi, nella seconda metà del decennio, l'attività di musicista da sala da ballo e di session man per la musica leggera, trasferendosi a Milano; non abbandona però il jazz, collaborando con musicisti come Gil Cuppini, Giorgio Gaslini, Tony Scott, Joe Venuti, Tullio De Piscopo.
Nel 1971 forma un suo quintetto, con Beppe Parmigiani al clarinetto e al sax, Mauro Berteotti al pianoforte, Giancarlo De Giorgio (poi sostituito da Julius Farmer) al basso e al contrabbasso e Giancarlo Prina alla batteria, con cui partecipa a festival jazz (tra cui quello di Sopot in Bulgaria e quello di Imola) e con cui incide per la Vedette.
Nel 1975 pubblica il volume Il sistema americano per tromba, scritto insieme la trombettista inglese Mike Burke.
Tra le collaborazioni nella musica leggera sono da ricordare quella con Paola Pitagora nell'album Sputafuoristrega, Roberto Colombo per l'LP Botte da orbi del 1977, Lucio Dalla per l'album omonimo del 1979, quella con gli Area per Tic & Tac, il disco del 1980 pubblicato dopo la scomparsa di Demetrio Stratos e quella con Antonello Venditti per Sotto la pioggia del 1982 (suo è il flicorno in Dimmelo tu cos'è).
Da sottolineare anche le sue collaborazioni in studio con gli arrangiatori Pino Presti e Augusto Martelli.
Continua l'attività musicale nei decenni successivi, dedicandosi anche all'insegnamento, per poi ritirarsi alla fine degli anni '90.
Ha suonato la tromba nella prima sigla di Ciak News dal 1992 al 1996.

## Discografia parziale

### 33 giri
- 1976: Blue Bone (Vedette, VPA 8333)

### Album di altri artisti in cui ha suonato Luciano Biasutti
- 1971: Gil Cuppini Big Band di Gil Cuppini (tromba)
- 1974: The Incredible Joe Venuti di Joe Venuti (tromba)
- 1976: Sputafuoristrega di Paola Pitagora (tromba)
- 1977: La salute non si vende di Giorgio Gaslini (tromba)
- 1977: Botte a orbi di Roberto Colombo (tromba)
- 1977: Basement Big Band della Basement Big Band (tromba)
- 1977: Beyond The Life (Oltre la vita) di Robert Genco (tromba, flicorno)
- 1979: Lucio Dalla di Lucio Dalla (tromba)
- 1980: Tic & Tac degli Area (tromba)
- 1982: Sotto la pioggia di Antonello Venditti (tromba, flicorno)